# کرتومیل
کرتومیل (به چکی: Křtomil) یک منطقهٔ مسکونی در جمهوری چک است که در ناحیه پرروف واقع شده‌است. کرتومیل ۴٫۰۴ کیلومتر مربع مساحت و ۴۴۶ نفر جمعیت دارد و ۲۶۵ متر بالاتر از سطح دریا واقع شده‌است.